# Ex fabbrica di penicillina LEO Roma
L'ex fabbrica di penicillina LEO Roma è ciò che rimane di un complesso industriale di Roma, situato nel quartiere Ponte Mammolo, al decimo km di via Tiburtina, nel quale era ospitata la produzione farmaceutica dell'antibiotico penicillina.

## Storia
Prima fabbrica italiana produttrice di penicillina, fu inaugurata il 21 settembre 1950 alla presenza di Sir Alexander Fleming, scopritore della penicillina, e del conte Giovanni Armenise, proprietario dei terreni, già amministratore delegato della Banca Nazionale dell'Agricoltura e, dal 1947, presidente del consiglio d'amministrazione della LEO - Industrie chimiche farmaceutiche S.p.A.. Fleming lasciò il seguente commento nell'album delle firme:
(Alexander Fleming, 21 settembre 1950)
Il conte Armenise muore a Roma il 20 febbraio 1953 e la responsabilità gestionale della LEO passa al nipote Giovanni Auletta Armenise, che, di fatto, la esercitò solo a partire dal 1959. Questi diversificò e ampliò la produzione di medicinali antibiotici e la fabbrica raggiunse circa 1600 addetti. Tuttavia molti investimenti non si rilevarono redditizi e, nel 1971, oberato di debiti, Auletta cedette l'impianto alla casa farmaceutica milanese ISF S.p.A. Quest'ultima cedette le attività nel 1985 all'americana Smith, Kline & French Company (SKF), che progettò  investimenti per rinnovare gli impianti. Nel 1989 la SKF si fuse con la multinazionale britannica Beecham Group, formando la nuova SmithKline Beecham (SKB), ma la nuova proprietà era poco interessata alla produzione italiana di antibiotici. Così le linee di produzione di derivati della penicillina e delle cefalosporine furono chiuse e la fabbrica si ridusse a non più di 200 dipendenti. Nel 1996 la SKB cedette lo stabilimento e la fabbrica riprese quindi la produzione con l'antico marchio ISF. Nel 2006 si fermò di fatto l'intera produzione per consentire la delocalizzazione della stessa nel polo industriale di Pomezia.
Nei primi anni del XXI secolo la ISF ottenne dall'Amministrazione di Roma Capitale la concessione per la trasformazione del complesso in struttura alberghiera sotto l'impulso del Gruppo Alberghiero Internazionale Domina Hotels, il quale però non portò mai a termine la propria iniziativa imprenditoriale, rinunciandovi per le sopraggiunte gravi limitazioni d'uso conseguenti un decreto di esproprio nell'anno 2006 utile all'allargamento della via Tiburtina Valeria, circostanza che impediva una regolare fruizione dell'area antistante il realizzando albergo. È ancora visibile lo scheletro in cemento armato incompiuto. Il sito conobbe quindi l'interesse dell'amministrazione capitolina, indicando il sito come strategico per la localizzazione di un Campus universitario a servizio dell'Università degli Studi di Roma "La Sapienza". Anche in questo caso, sebbene la proprietà avesse acconsentito e sviluppato a proprie spese l'intero progetto fino alla fase esecutiva, l'intervento sfumò per il recesso immotivato dall'iniziativa da parte dell'Università La Sapienza.
Dopo la cessazione della produzione, il sito della ex fabbrica di penicillina ha subito l'interesse di numerosi speculatori edilizi e l'inerzia dell'amministrazione capitolina nell'approvazione di qualsiasi proposta di variante. Le numerose denunce da parte della proprietà e le vicende giudiziarie che ne sono seguite hanno consigliato la nomina di un Custode Giudiziario dell'area nel 2011. I lavori di ampliamento della via Tiburtina iniziati nell'anno 2012 e la conseguente rimozione dell'imponente muro di recinzione hanno permesso l'accesso non autorizzato di numerosi soggetti senza fissa dimora sia italiani che stranieri. Il sito è stato definitivamente sgomberato nel dicembre 2018.
Il saggio Hotel Penicillina  - Storia di una grande fabbrica diventata rifugio per invisibili, uscito a settembre 2020, ne ricostruisce la storia, dall’inaugurazione allo sgombero.